# Метод вилучення
Метод вилучення (англ. removal method, нім. Eliminationsverfahren, рос. метод изъятия) – метод наукового дослідження в біології. Один з методів визначення чисельності організмів в популяції. За методом вилучення значення кількості організмів, що вилучаються з певної площі при послідовних вибірках, відкладають на осі ординат, вилучених раніше – на осі абсцис. Якщо ймовірність вилучення відносно постійна, то точки утворюють пряму, продовження якої до нульової точки покаже на осі абсцис теоретичну величину 100% обліку особин.